# Mnemonic
Het Engelse woord mnemonic (meervoud: mnemonics) wordt voor diverse geheugensteuntjes gebruikt die gangbaar zijn binnen de mnemotechniek. Zo wordt het woord in de informatica gebruikt voor een woord of symbool dat dient ter vervanging van een binaire instructie. Het wordt vooral gebruikt om het programmeren in assembly makkelijker te maken.

## Voorbeelden
Weergaven van mnemonics voor machinetaal voor de i386-processor:
| Binaire code | Hexadecimale code | ASCII-code | Mnemonic | Actie                      |
|              | 50                | P          | ADD      | Optelling                  |
| 00101101     | B1                | ±          | SUB      | Rest na een substractie    |
| 010000xx     | 40                | @          | INC      | Verhoog het register met 1 |
| 010010xx     | 12                | �          | DEC      | Verlaag het register met 1 |
| 00110010     | 32                | �          | Jxx      | Spring naar register xx    |